# Diócesis de Cametá
La diócesis de Cametá (en latín: Dioecesis Cametanen(sis) y en portugués: Diocese de Cametá) es una circunscripción eclesiástica latina de la Iglesia católica en Brasil, sufragánea de la arquidiócesis de Belém do Pará. La diócesis es sede vacante desde el 9 de marzo de 2022. 

## Territorio y organización
La diócesis tiene 48 310 km² y extiende su jurisdicción sobre los fieles católicos de rito latino residentes en 10 municipios del estado del Pará: Baião, Breu Branco, Cametá, Igarapé-Miri, Limoeiro do Ajuru, Mocajuba, Novo Repartimento, Oeiras do Pará, Pacajá y Tucuruí.
La sede de la diócesis se encuentra en la ciudad de Cametá, en donde se halla la Catedral de San Juan Bautista.
En 2021 en la diócesis existían 20 parroquias.

## Historia
La prelatura territorial de Cametá fue erigida el 29 de noviembre de 1952 con la bula Providentissimi consilium del papa Pío XII, obteniendo el territorio de la arquidiócesis de Belém do Pará.
El 6 de febrero de 2013 la prelatura fue elevada al rango de diócesis con la bula Sinentibus rerum del papa Benedicto XVI.

## Estadísticas
De acuerdo al Anuario Pontificio 2022 la diócesis tenía a fines de 2021 un total de 407 200 fieles bautizados.
| Año                                                                             | Población            | Población | Población      | Sacerdotes | Sacerdotes    | Sacerdotes    | Bautizados por sacerdote | Diáconos permanentes | Religiosos | Religiosos | Parroquias |
| Año                                                                             | Bautizados católicos | Total     | % de católicos | Total      | Clero secular | Clero regular | Bautizados por sacerdote | Diáconos permanentes | Varones    | Mujeres    | Parroquias |
| ------------------------------------------------------------------------------- | -------------------- | --------- | -------------- | ---------- | ------------- | ------------- | ------------------------ | -------------------- | ---------- | ---------- | ---------- |
| 1966                                                                            | 129 700              | 130 000   | 99.8           | 16         |               | 16            | 8 106                    |                      | 16         | 22         | 6          |
| 1967                                                                            | 159 500              | 160 000   | 99.7           | 13         |               | 13            | 12 269                   |                      |            | 27         | 6          |
| 1976                                                                            | 135 000              | 152 000   | 88.8           | 14         |               | 14            | 9 642                    |                      | 16         | 35         | 8          |
| 1980                                                                            | 165 000              | 187 000   | 88.2           | 19         |               | 19            | 8 684                    |                      | 20         | 29         | 9          |
| 1990                                                                            | 327 000              | 364 000   | 89.8           | 15         | 1             | 14            | 21 800                   |                      | 14         | 50         | 7          |
| 1999                                                                            | 383 000              | 425 000   | 90.1           | 15         | 9             | 6             | 25 533                   |                      | 6          | 47         | 8          |
| 2000                                                                            | 378 000              | 420 000   | 90.0           | 16         | 9             | 7             | 23 625                   |                      | 9          | 39         | 8          |
| 2001                                                                            | 321 200              | 411 824   | 78.0           | 17         | 9             | 8             | 18 894                   |                      | 9          | 36         | 8          |
| 2002                                                                            | 321 200              | 411 824   | 78.0           | 15         | 9             | 6             | 21 413                   |                      | 14         | 36         | 9          |
| 2003                                                                            | 287 700              | 411 657   | 69.9           | 17         | 10            | 7             | 16 923                   |                      | 7          | 39         | 10         |
| 2004                                                                            | 287 700              | 411 657   | 69.9           | 18         | 11            | 7             | 15 983                   |                      | 7          | 38         | 10         |
| 2012                                                                            | 348 000              | 459 000   | 75.8           | 23         | 18            | 5             | 15 130                   | 7                    | 13         | 9          | 10         |
| 2013                                                                            | 351 000              | 463 000   | 75.8           | 23         | 18            | 5             | 15 260                   | 7                    | 8          | 39         | 11         |
| 2016                                                                            | 380 000              | 558 000   | 68.1           | 28         | 24            | 4             | 13 571                   | 7                    | 6          | 38         | 20         |
| 2019                                                                            | 406 000              | 552 185   | 73.5           | 28         | 22            | 6             | 14 500                   | 18                   | 8          | 31         | 20         |
| 2021                                                                            | 407 200              | 552 180   | 73.7           | 31         | 24            | 7             | 13 135                   | 18                   | 12         | 28         | 20         |
| Fuente: Catholic-Hierarchy, que a su vez toma los datos del Anuario Pontificio. |                      |           |                |            |               |               |                          |                      |            |            |            |

## Episcopologio
- Sede vacante (1952-1961)

- Cornélio Veerman, C.M. † (27 de febrero de 1961-8 de agosto de 1969 renunció)

- Sede vacante (1969-1980)

- José Elias Chaves Júnior, C.M. † (21 de mayo de 1980-29 de septiembre de 1999 renunció)
- Jesús María Cizaurre Berdonces, O.A.R. (23 de febrero de 2000-17 de agosto de 2016 nombrado obispo de Bragança do Pará)
- José Altevir da Silva, C.S.Sp. (27 de septiembre de 2017-9 de marzo de 2022 nombrado prelado de Tefé)
  - José Maria Chaves dos Reis,[4] desde el 1 de mayo de 2022 (administrador apostólico)

- Sede vacante, desde 2022